# Abell S0740

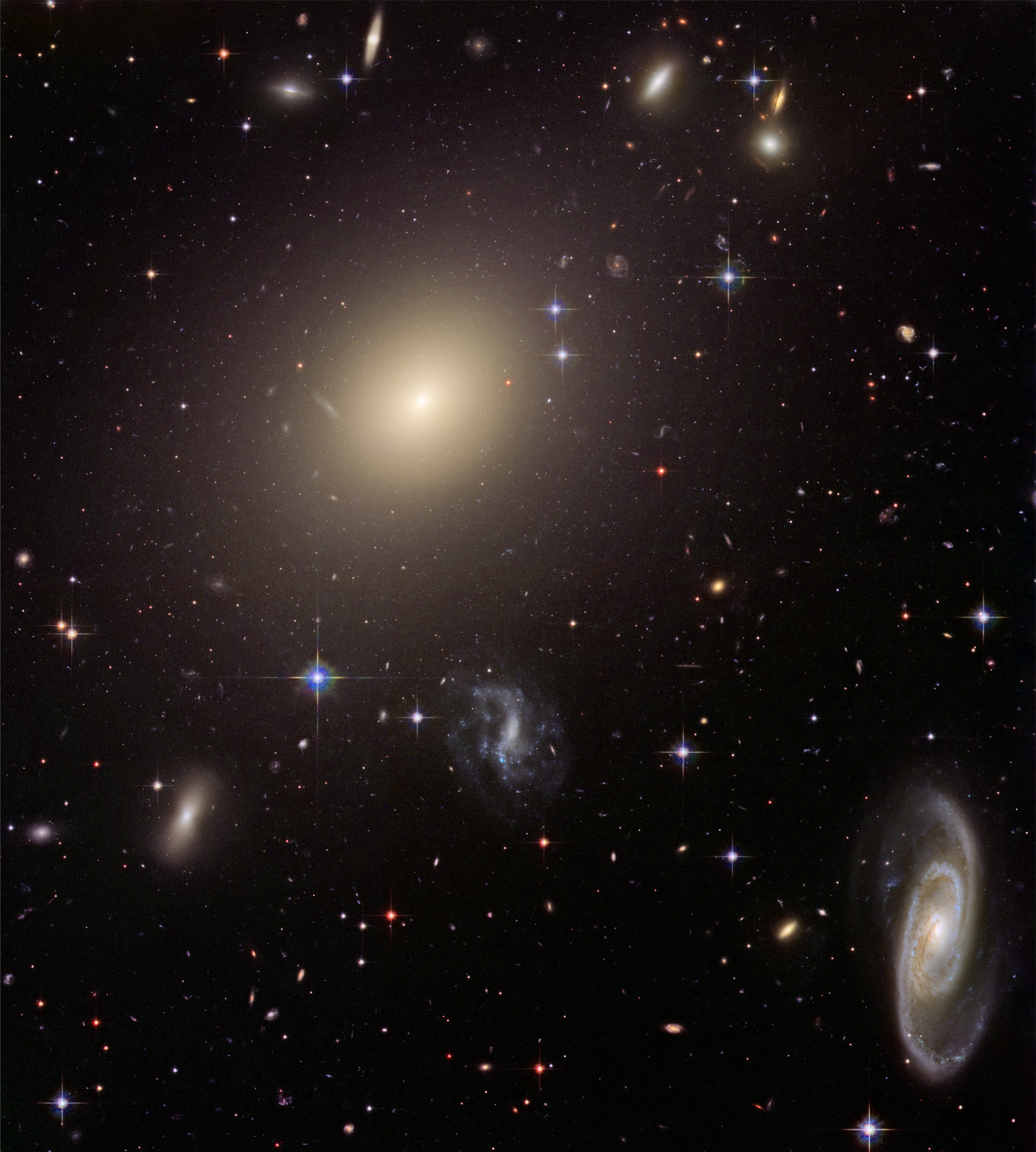
Zdjęcie gromady galaktyk Abell S0740 wykonane przez Kosmiczny Teleskop Hubble’a

Abell S0740 – gromada galaktyk znajdująca się w konstelacji Centaura w odległości około 450 mln lat świetlnych. Dominującym członkiem tej gromady jest galaktyka eliptyczna ESO 325-G004.